# LIFT London
LIFT London — британская студия, специализирующаяся на создании компьютерных игр. Расположена в Лондоне. Является подразделением Microsoft Studios, причём первым созданным с нуля в Европе. Учреждена в августе 2012 года Майком Роузом, Ли Шунеманом, Марком Стенли и Джонатаном Венейблсом. Официальное открытие студии состоялось 5 ноября 2012, её штат в тот момент составлял 8 человек. В январе 2013 года Фил Гаррисон и Ли Шунеман официально объявили о начале работы студии. LIFT London нацелена на создание free-to-play-игр для мобильных телефонов и планшетов. На конференции Develop in Brighton-2013 стало известно о работе над 4 проектами таких игр.
Во время официальной презентации LIFT London Ли Шунеман подчеркнул, что студия намерена стать площадкой для независимых разработчиков и объявил о заключении партнёрства с DLaLa Studios. Студии LIFT London принадлежит один из первых доменов в зоне .london, а также первое доменное имя игровой студии в Лондоне. В логотипе LIFT London используется амбиграмма.

## Достижения
LIFT London попала в список ста наиболее перспективных создателей игр 2014 года по версии Develop 100